# Vesna Bajkuša
Vesna Bajkuša (Sarajevo, 21 maggio 1970) è un'ex cestista jugoslava, dal 1992 bosniaca.

## Carriera
Guardia di 176 cm, ha giocato in Serie A1 con Messina e Chieti.
Con la Jugoslavia ha disputato i Giochi olimpici di Seul 1988, i Campionati mondiali del 1990 e due edizioni dei Campionati europei (1989, 1991).
Con la Bosnia ed Erzegovina ha disputato i Campionati europei del 1999.